# Constantino II da Grécia
Constantino II (em grego: Κωνσταντίνος Β΄ της Ελλάδας; Atenas, 2 de junho de 1940 – Atenas, 10 de janeiro de 2023) foi o último Rei da Grécia de 1964 até sua deposição em 1973, após a instituição da Terceira República Helênica. Único filho homem do rei Paulo I da Grécia e de sua esposa, a rainha Frederica de Hanôver, Constantino era também um Príncipe da Dinamarca desde o seu nascimento, como descendente varão do rei Cristiano IX da Dinamarca.
Seu breve reinado foi marcado pela instabilidade política e tentativa de influenciar a política, que resultou em um golpe de estado liderado pelos militares. Constantino foi forçado ao exílio em Roma por cinco anos. Com o fim da ditadura em 1974, o governo grego convocou um referendo para definir a forma de governo. A república recebeu apoio de 70% dos votos, embora Constantino tenha reclamado que não pôde retornar ao país para realizar uma campanha a favor da monarquia.
As propriedades reais foram confiscadas e Constantino II passou a enfrentar constantes litígios com o governo grego. Ele viveu a maior parte do seu exílio em Londres. Em 2007, pesquisa indicou que apenas 12% dos gregos tinha uma boa imagem de Constantino. As reações oficiais a sua morte foram contidas. A presidente Katerina Sakellaropoulou não fez nenhuma declaração publica sobre o seu falecimento.

## Uma infância no exílio (1940-1946)

### Um nascimento no meio da guerra mundial
Filho do diadoque Paulo e da princesa real Frederica, o príncipe Constantino nasceu em 2 de junho de 1940, no palácio de Psychikó, nos subúrbios de Atenas. Para a família real, que aguardava ansiosamente o nascimento de um herdeiro homem, esta foi uma excelente notícia e a criança foi orgulhosamente acolhida pelos pais, que a escolheram, quando foi batizada no Palácio Real de Atenas, a 20 de julho de 1940, para patrocinar o exército. Apesar de tudo, o contexto internacional impede que o evento seja celebrado por muito tempo. De fato, quando Constantino nasceu, as tropas do Terceiro Reich tomaram grande parte da Europa e a França desmoronou sob os golpes da Blitzkrieg. Diante dos sucessos de Hitler, a Itália fascista por sua vez entrou na Segunda Guerra Mundial em 10 de junho de 1940. Benito Mussolini lançou então uma violenta campanha de propaganda contra a Grécia, acusando o governo do rei Jorge II de abrigar navios britânicos em suas águas territoriais e assim violar sua neutralidade.

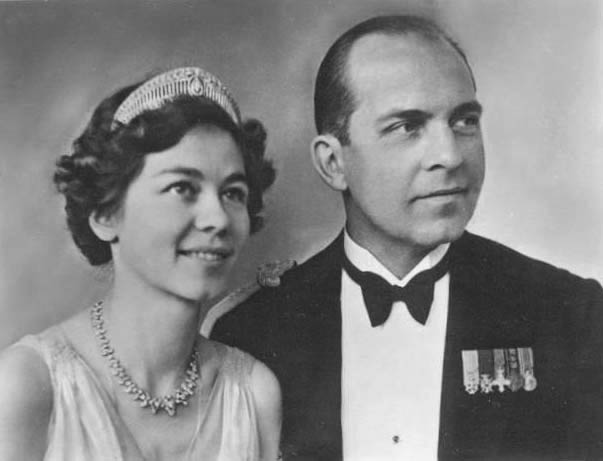
Os pais de Constantino em 1939

Alguns meses depois, em 28 de outubro, Roma emitiu um ultimato a Atenas pedindo-lhe que aceitasse, dentro de três horas, o estacionamento de tropas italianas em solo grego e a ocupação de certas bases estratégicas. Sem surpresa, o governo grego recusou, desencadeando assim a Guerra Ítalo-Grega. O rei Jorge II então assume o comando das forças armadas helênicas. Em contato permanente com os Aliados, presidiu ao conselho de guerra diário do Hôtel Grande Bretagne, na Praça Sýntagma, enquanto o diadoque Paulo fazia a ligação com o teatro de operações, no noroeste do país. Contrariando as expectativas de Mussolini, a Grécia defendeu-se com sucesso e chegou a ocupar o sul da Albânia, país sob domínio italiano desde 1939.
No entanto, após uma série de vitórias gregas, a situação militar deteriorou-se com a invasão dos Bálcãs pelo exército alemão. Em 6 de abril de 1941, a Luftwaffe lançou a Operação Punição, que visava punir Belgrado por derrubar o regente Paulo e denunciar o Pacto Tripartite. Foi o início de uma campanha militar que culminou no desmembramento do Reino da Iugoslávia e na chegada de soldados alemães às portas da Grécia. Rapidamente, o exército helênico e o corpo expedicionário enviado em apoio de Londres foram subjugados e Tessalônica foi ocupada pelos alemães em 9 de abril. No mesmo dia, a Linha Metaxás, uma série de fortificações, foi rompida e o 2.º Exército helênico capitulou. Nessas condições, as forças gregas e aliadas não tiveram escolha a não ser recuar mais para o sul. Durante sua retirada, o 1.º Exército Helênico foi tomado por trás e teve que se render aos alemães em 20 de abril. De facto, a partir de meados de abril, a situação tornou-se tão alarmante que, em Atenas, o primeiro-ministro pediu a Jorge II que aceitasse a capitulação, o que este recusou categoricamente.

### De Creta para a África
Consciente de que a prisão da família real era um grande objetivo da Wehrmacht, o rei Jorge II e seu governo consideraram, em 9 de abril de 1941, deixar a Grécia continental para se refugiar em Creta. Em 22 de abril, a princesa Frederica, seus filhos, Constantino e Sofia, e a maioria dos outros membros da dinastia partiram para a Ilha Grande a bordo de um hidroavião britânico. No dia seguinte, eles se juntam ao rei Jorge II e ao diadoque Paulo. No entanto, a batalha de Creta rapidamente tornou a situação da família real muito precária, razão pela qual o pequeno Constantino e seus parentes encontraram refúgio no Egito em 30 de abril, quinze dias antes do ataque lançado por paraquedistas alemães contra a ilha. Apenas Jorge II, o diadoque Paulo e seu primo, o príncipe Pedro, permaneceram mais tempo em Creta, de onde foram evacuados por sua vez em 20 de maio.
Em Alexandria, os exilados reais foram acolhidos pela diáspora grega, que lhes forneceu roupas, dinheiro e alojamento. Enquanto em Atenas, um governo colaborador foi estabelecido pelos ocupantes, no Egito, a presença da dinastia helênica preocupou o rei Farouk I e seus ministros pró-italianos. Constantino e sua família devem, portanto, buscar outro refúgio para passar pela guerra e continuar sua luta contra as forças do Eixo. Com o soberano britânico opondo-se à presença da princesa Frederica e seus filhos no Reino Unido, foi finalmente decidido que Jorge II e o diadoque Paulo poderiam se estabelecer em Londres, mas que o restante de sua família deveria se estabelecer na África do Sul até o final do conflito.
Em 27 de junho de 1941, a maioria dos príncipes da Grécia embarcou em uma viagem a bordo do navio holandês Nieuw Amsterdam, que os levou a Durban em 8 de julho. Após uma permanência de dois meses no domínio britânico, o diadoque foi para a Inglaterra com seu irmão e Constantino quase não viu seu pai por três anos. A criança, sua irmã e sua mãe foram então alojadas com a princesa Catarina na residência oficial do governador Patrick Duncan, em Westbrooks. O grupo então mudou-se várias vezes, antes de se estabelecer em Villa Irene, em Pretória, com o primeiro-ministro Jan Smuts, que rapidamente se tornou amigo íntimo dos exilados. Em janeiro de 1944, Frederica finalmente encontrou seu marido no Cairo, e seus filhos se juntaram a eles em março. Apesar das difíceis condições materiais, a família estabeleceu então relações amistosas com várias personalidades egípcias, entre as quais a rainha Farida, cujas filhas tinham aproximadamente a mesma idade de Constantino, Sofia e Irene (nascida na Cidade do Cabo em 1942).

### Um regresso difícil à Grécia

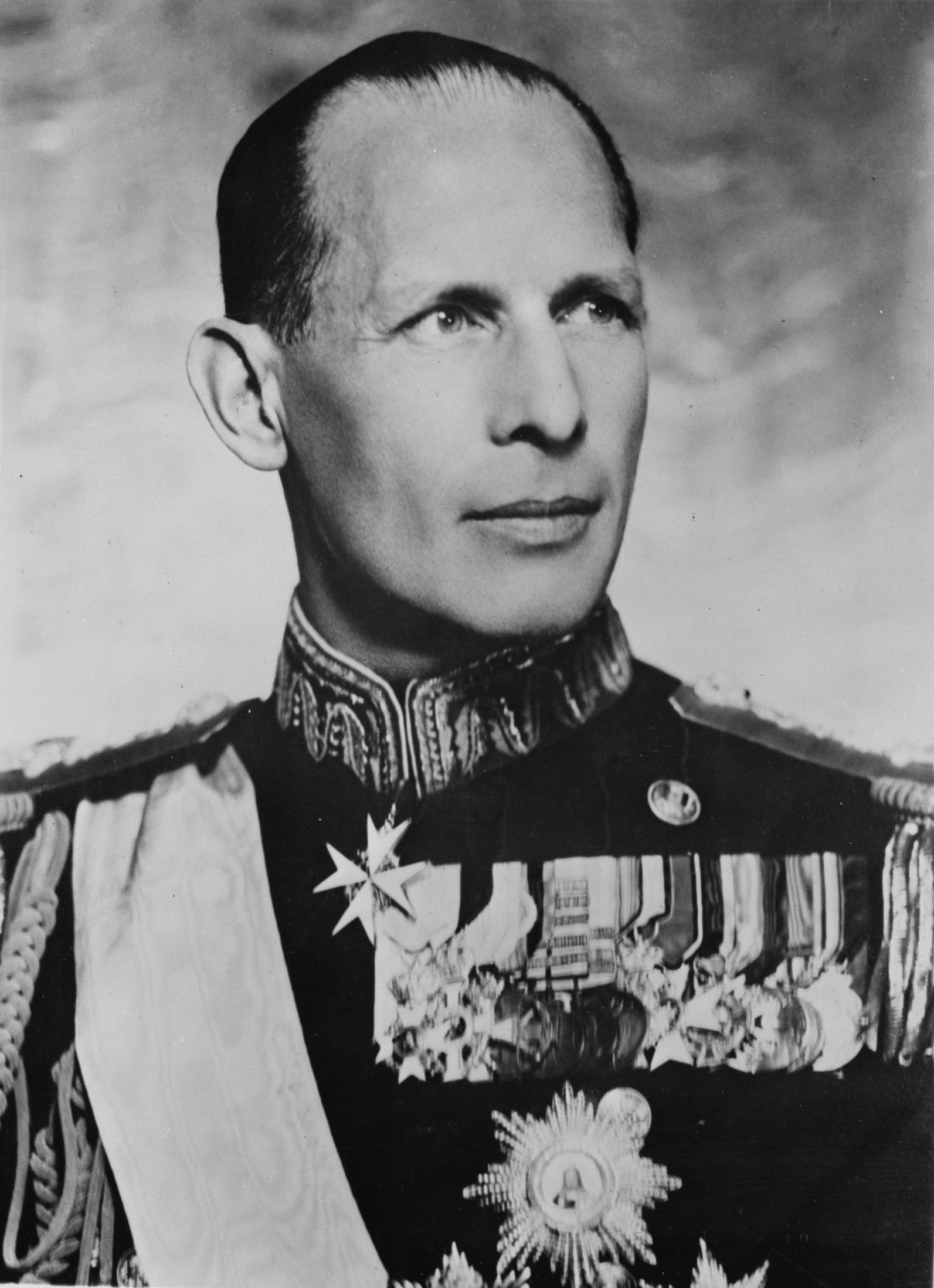
O rei Jorge II, tio de Constantino (v. 1942)

Enquanto o reino helênico foi gradualmente libertado durante 1944 e a maioria dos exilados gregos puderam retornar para suas casas, o pequeno Constantino e sua família tiveram que ficar no Egito devido ao aumento da oposição republicana em seu país. Sob pressão de Churchill e Eden, o rei Jorge II, ainda exilado em Londres, teve que nomear o arcebispo Damaskinos de Atenas como regente em 29 de dezembro de 1944. No entanto, o primaz da Igreja Ortodoxa formou imediatamente um governo de maioria republicana chefiado pelo general Nikólaos Plastíras. Humilhado, doente e sem mais poder, Jorge II considera por um momento abdicar em favor do diadoque Paulo, mas finalmente decide não fazê-lo. Mais combativo que o irmão, mas também mais popular que ele, o herdeiro do trono gostaria de voltar à Grécia na época da Libertação de Atenas. Ele acredita que, ao retornar ao seu país, teria sido rapidamente proclamado regente, o que teria bloqueado o caminho para Damaskinos e facilitado a restauração da monarquia.
Após meses de procrastinação, um referendo foi finalmente organizado na Grécia em 1º de setembro de 1946 para determinar a forma do regime. Os monarquistas obtêm então 69% dos votos e a família real é convidada a retornar. Jorge II, portanto, deixou o Reino Unido em 27 de setembro e chegou no mesmo dia perto de Elêusis, onde encontrou Paulo, Frederica e seus filhos. De lá, a família real chegou a Falero e depois a Atenas, onde foi recebida por uma multidão jubilosa. Apesar de tudo, a restauração não foi suficiente para fazer esquecer os sofrimentos da população grega. O país está totalmente devastado, as residências reais foram saqueadas e uma violenta guerra civil, opondo comunistas e monarquistas, atinge a Macedónia (Grécia), Trácia e Epiro.
Em um país ainda afetado por racionamento e privação, o diadoque, sua esposa e seus três filhos voltam para o pequeno palácio de Psychikó. Foi lá que o herdeiro do trono e sua esposa escolheram fundar uma escola onde Constantin e suas irmãs receberam suas primeiras aulas, sob a supervisão de Jocelyn Winthrop Young, discípula britânica do pedagogo judeu alemão Kurt Hahn.

## Diadoque da Grécia (1947-1964)

### Uma educação principesca
Com a morte de seu tio, o rei Jorge II, em 1º de abril de 1947, e a ascensão de seu pai ao trono sob o nome de Paulo I, Constantino tornou-se diadoque, ou seja, herdeiro da coroa. Tinha então apenas seis anos e mudou-se com a família para o palácio de Tatoi. Durante os primeiros anos do reinado de seu pai, a vida diária do príncipe sofreu poucas reviravoltas. O menino e suas irmãs Sofia e Irene foram criados em relativa simplicidade e a comunicação estava no centro da pedagogia de seus pais, que passavam todo o tempo que podiam com seus filhos. Supervisionadas por um grupo de governantas e tutores britânicos, as crianças falam inglês na família, ainda que dominem perfeitamente o grego. Até os nove anos, Constantino continuou a estudar, com suas irmãs e outros camaradas da boa sociedade ateniense, no palácio de Psychikó.

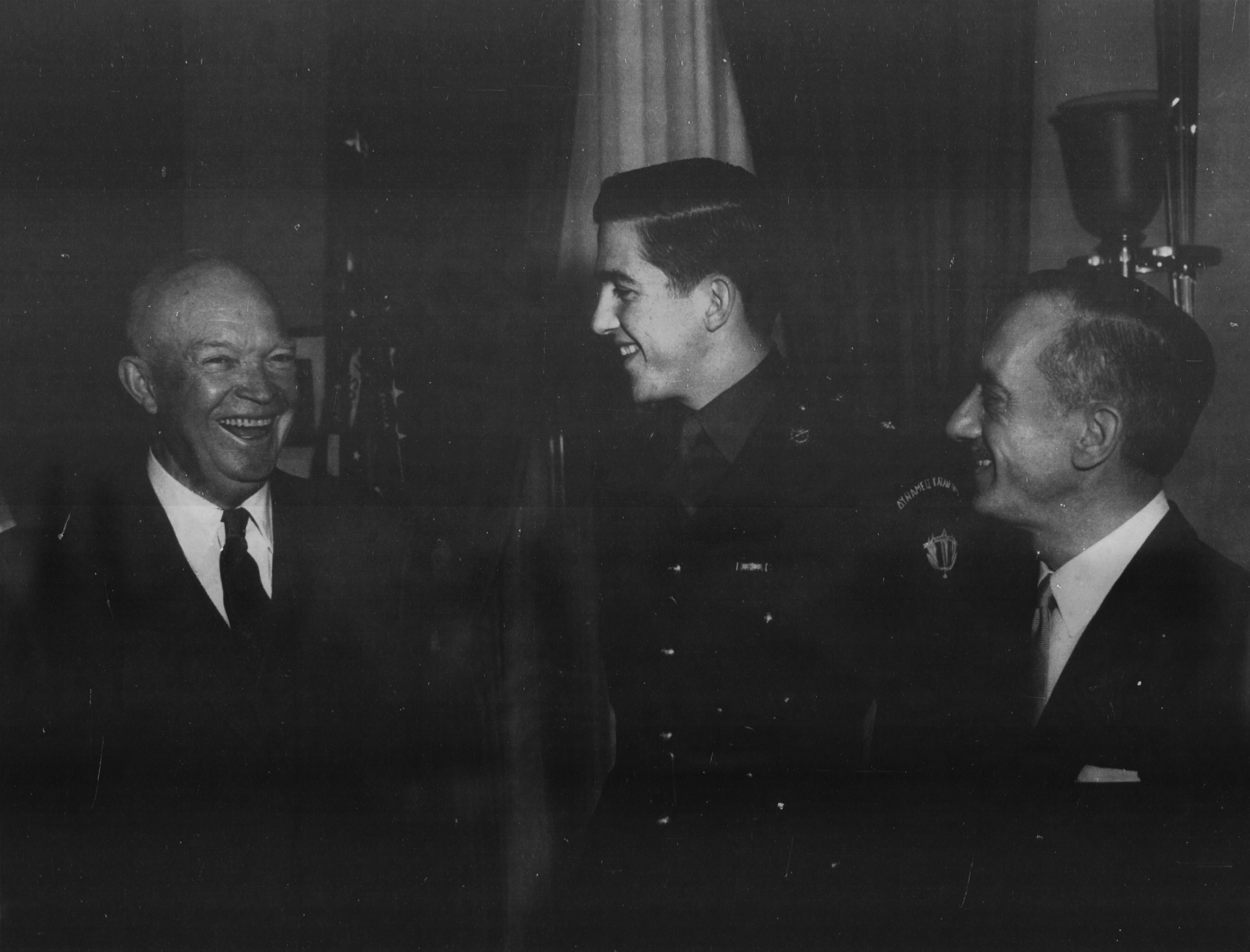
Constantino ladeado pelo presidente dos Estados Unidos Eisenhower e pelo diplomata grego Alexis Liátis (1959).

Após essa idade, Paulo I decide começar a treinar seu filho para o trono. O príncipe é então matriculado no colégio Anávryta, que segue a pedagogia de Kurt Hahn. Lá viveu como estagiário até a maioridade, enquanto suas irmãs partiram para estudar em Salem, na Alemanha. A partir de 1955, o príncipe também recebeu treinamento militar, sob a direção do general Mikhaíl Arnaoútis, que mais tarde se tornou seu ajudante de campo e secretário particular.
Quando adolescente, Constantino comete muitas pegadinhas. Ele foge um dia da escola para ir a uma vila de pescadores. Sem dinheiro e faminto, ele tenta barganhar comida ali, mas acaba sendo reconhecido e mandado de volta ao palácio real. Amante da velocidade, o diadoque aprende a dirigir desde muito jovem, mas destrói, em uma de suas saídas, o portão de seu estabelecimento ao atravessá-lo a toda velocidade com seu carro. Ao crescer, ele também ganha fama de mulherengo. No entanto, o príncipe não é notado apenas por suas chances. Menino cheio de energia, ingressou no movimento escoteiro e praticou muitos esportes. Dotado para a natação, squash e hipismo, tornou-se também faixa-preta em caratê.{ No entanto, o seu grande amor é a vela, que descobriu no exílio em Alexandria com o pai.
Paralelamente à escolaridade e às atividades desportivas, Constantino acompanhava regularmente os pais nas suas funções oficiais. Em 1953, ele foi com os soberanos a Kefalonia para confortar as vítimas do terremoto. Ao longo de sua infância e adolescência, também participou de grandes eventos da alta sociedade, o que o levou a viajar por grande parte da Europa Ocidental. Em 1948, assistiu ao casamento de seu primo, o rei Miguel I da Romênia, em Atenas. Em 1951, ele foi para Marienburg por ocasião do casamento de seu tio, o príncipe Ernest-Auguste de Hanover. Em 1954, participou do Cruzeiro dos Reis organizado por sua mãe no Mediterrâneo. Em 1959, ele visitou suas tias Helena da Romênia e Irene de Aosta em Florença. Em 1961, participou do casamento do Duque de Kent em York. Finalmente, em 1962, esteve na primeira fila do casamento de sua irmã Sofia com o herdeiro do trono da Espanha em Atenas.

### As Olimpíadas de 1960 e o Jamboree Mundial de 1963

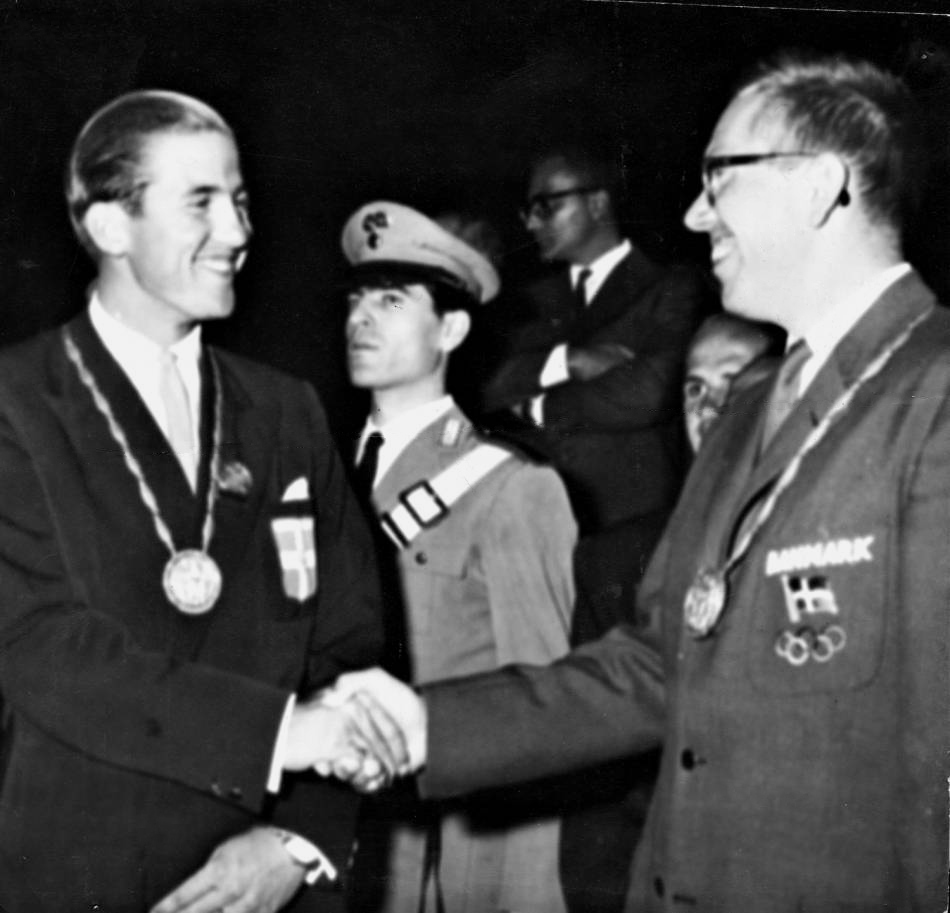
Constantino e o atleta Paul Elvstrøm nas Olimpíadas de 1960.

Em 1958, o rei Paulo I deu a seu filho um veleiro da classe Lightning como presente de Natal. Posteriormente, Constantino passou a maior parte de seu tempo livre treinando com o barco na Baía de Phaleron. Passados alguns meses, a Marinha Helénica confia ao príncipe um Dragão, com o qual decide participar nos Jogos Olímpicos de Verão seguintes.
Nomeado porta-estandarte da seleção grega, o diadoque viajou a Roma para a inauguração dos Jogos de 1960. Em seguida, competiu na vela na Baía de Nápoles, e conquistou a medalha de ouro na prova do Dragão com seus companheiros Odysséas Eskitzóglou e Geórgios Zaïmis. Para os gregos, é um grande momento de orgulho nacional, até porque o diadoque é apenas o terceiro atleta do seu país a conquistar o título supremo, depois de Spyrídon Loúis em 1896 e Konstantinos Tsiklitiras em 1912.
O ano de 1963 ofereceu ao herdeiro do trono outra oportunidade de ocupar o centro do palco. À frente dos escuteiros gregos, o príncipe é, de fato, o responsável por presidir à abertura do XI Jamboree Mundial, que decorre não muito longe do local de Maratona, na Grécia. Presente em todos os eventos organizados pelo movimento, o príncipe recebeu das mãos de Charles Maclean o Lobo de Prata, a mais alta distinção dos escoteiros britânicos, no encerramento do Jamboree.

### Preparação para o poder

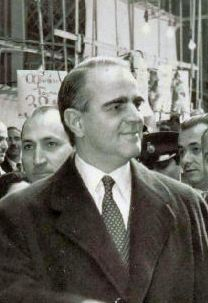
Primeiro Ministro Konstantínos Karamanlís.

Em 2 de junho de 1958 foi celebrada a maioridade do diadoque, que então prestou juramento de fidelidade ao pai e às instituições do reino perante o Arcebispo de Atenas. O príncipe então recebeu treinamento militar nos vários corpos do exército helênico. Depois de uma passagem pela escola Évelpides e pela Escola Naval, ingressou na escola de aviação da OTAN localizada em Garmisch-Partenkirchen, na Alemanha Ocidental. O diadoque também participa de um programa especial de ciências constitucionais e políticas na Faculdade de Direito da Universidade de Atenas. Ele também passa a representar o pai em certas cerimônias oficiais.
Paulo I, tendo sofrido muito por não ter sido preparado para o poder por seu irmão quando era diadoque, cuidou muito para não cometer o mesmo erro com seu filho. O monarca autoriza assim Constantino a assistir às reuniões do gabinete a partir dos nove anos, mas com a condição de não falar nelas. Uma vez adulto, o herdeiro do trono recebe permissão para intervir nas discussões com os ministros e opinar para membros do governo. Apesar dos esforços do rei, porém, Constantino nunca adquiriu seu senso de tato e diplomacia. Crescendo, ele professou, ao contrário, fortes opiniões políticas. Por outro lado, segundo Panagiotis Dimitrakis, ele não hesita em ser grosseiro com a classe política. Após a passagem dos pais no estrangeiro, declarou assim, na presença do Primeiro-Ministro Konstantínos Karamanlís, que este “foi um bom menino durante a sua ausência”, sem que estes reagissem.
Em 1964, a saúde de Paulo I deteriorou-se rapidamente. Ele foi diagnosticado com câncer de estômago e foi operado de úlcera em fevereiro. Enquanto aguardava sua recuperação, nomeou Constantino regente. Porém, com o agravamento do estado do monarca, o príncipe foi a Tinos em busca de um ícone considerado milagroso pelos ortodoxos. Porém, a santa imagem não foi suficiente para curar o soberano, que faleceu no dia 6 de março, com a idade de 62 anos.

## Um início de reinado conturbado (1964-1967)

### Um jovem rei inexperiente face à crise de Chipre

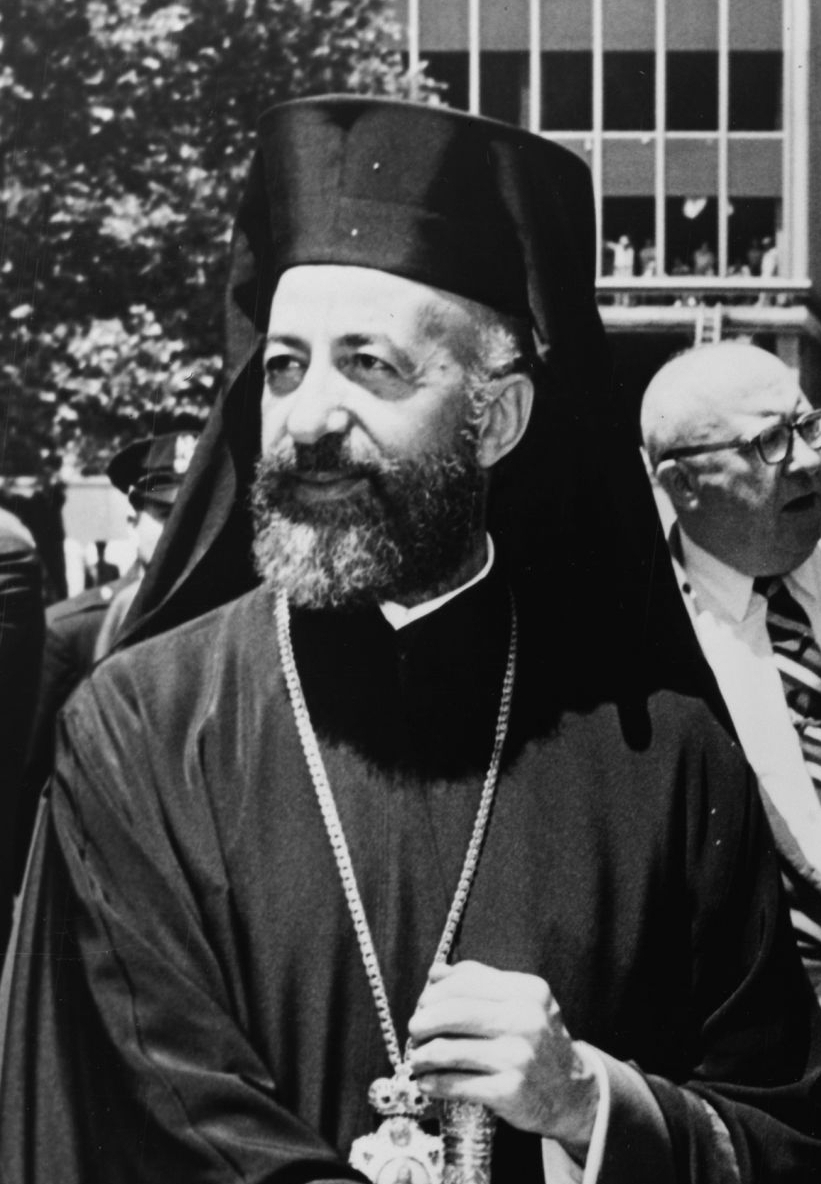
Makarios III, Arcebispo de Nicósia e Presidente de Chipre, em 1962.

O filho de Paulo I sobe ao trono como Constantino II, embora alguns de seus partidários prefiram chamá-lo de Constantino XIII para enfatizar a continuidade entre o antigo Império Bizantino e o Reino da Grécia. Por causa de sua pouca idade (tinha apenas 23 anos na época), o novo monarca foi voluntariamente tachado por seus oponentes como um soberano inexperiente, ou mesmo como um rei sob influência. Ele é, portanto, suspeito de ter relações com a extrema direita e os serviços secretos americanos, enquanto sua mãe, a rainha viúva Frederica, é apresentada como a eminência parda de seu regime. · 
No entanto, a entronização de Constantino também é vista como uma promessa de mudança por parte da opinião pública helênica. A diferença de idade entre o monarca e o primeiro-ministro Geórgios Papandreou, nomeado chefe de gabinete em fevereiro de 1964, dá de fato a sensação de uma cumplicidade quase filial entre os dois homens. O relacionamento deles, no entanto, não demora muito para escurecer rapidamente.
A primeira grande crise do reinado de Constantino estourou em julho de 1964, quando a Turquia ameaçou oficialmente invadir Chipre, onde a violência entre os ilhéus gregos e turcos aumentou. Atenas deu então a conhecer a sua intenção de retaliar para apoiar a sua própria comunidade e, ao mesmo tempo, concretizar a enosis, ou seja, a anexação da ilha à Grécia. No entanto, Monsenhor Makarios III, líder dos cipriotas gregos, aproximou-se dos países do bloco oriental para obter o seu apoio contra Ancara, o que finalmente permitiu acalmar a situação e impediu temporariamente qualquer invasão estrangeira.

### Um casamento real
Desde a adolescência, Constantino desfruta de fama de sedutor. Quando jovem, teve um relacionamento com a atriz Alíki Vouyoukláki e a imprensa também creditou a ele um caso com a americana Elizabeth Taylor. Constantino também vê uma de suas primas distantes, a condessa Xenia Cheremetieff, neta do príncipe Youssoupoff. No entanto, a rainha Frederica recusando-se ostensivamente a ver seus filhos entrarem em uniões desiguais, os jornais previam um casamento do diadoque com Désirée da Suécia, Irene da Holanda ou mesmo Pilar da Espanha, que era, no entanto, significativamente mais velha que ele.

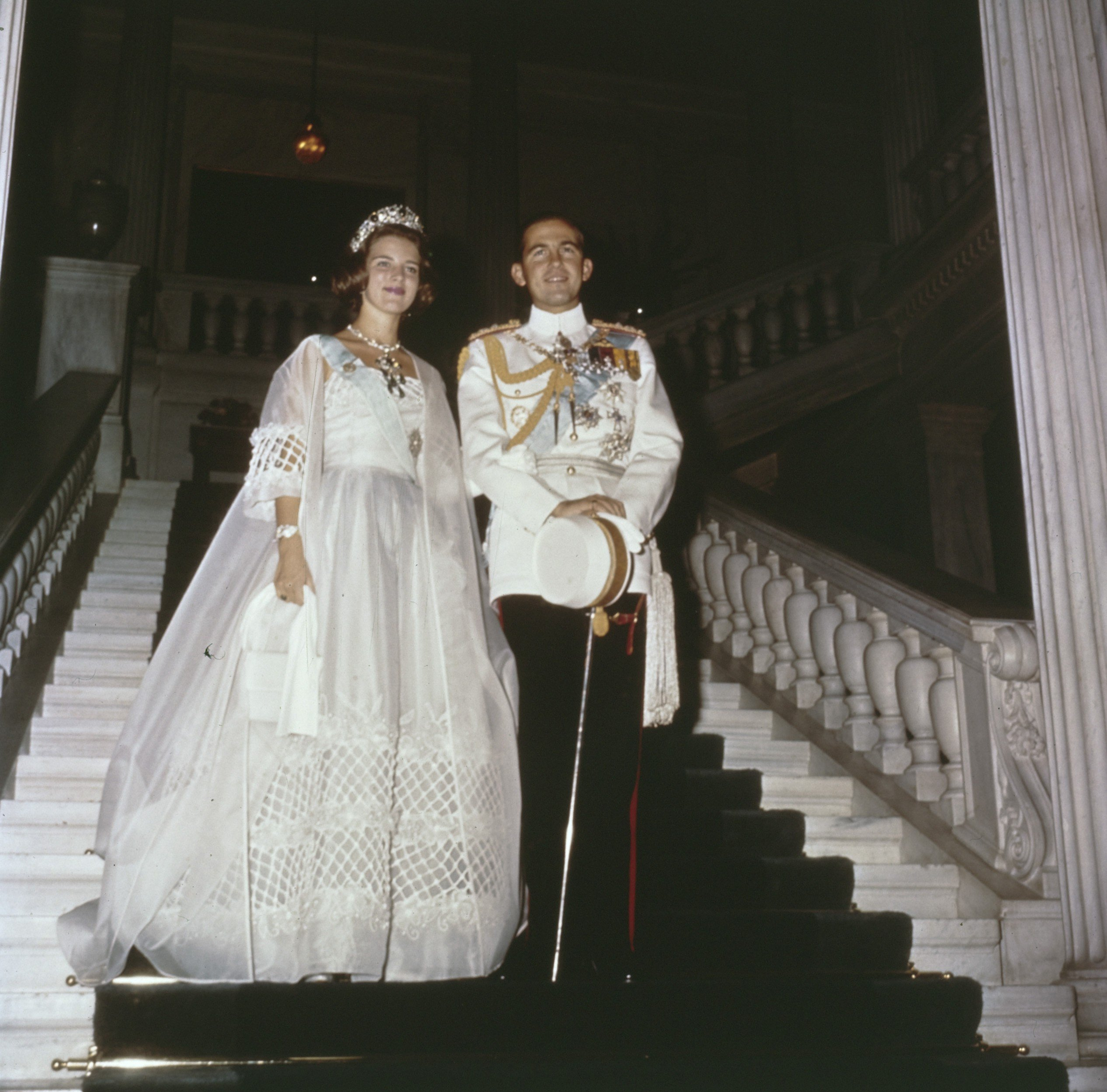
Constantino II e Ana Maria em seu casamento (1964).

No entanto, foi outra princesa, a jovem Ana Maria da Dinamarca, que chamou a atenção de Constantino durante uma viagem em família à Escandinávia em 1959. Na época, Anne-Marie tinha apenas 13 anos, mas causa uma excelente impressão no príncipe. e seus pais. O diadoque então encontrou sua prima em 1961 e secretamente pediu sua mão. De fato, o rei Frederico IX considerava sua filha muito jovem para o casamento e a lei dinamarquesa proibia expressamente as uniões antes da idade de 18. Nos meses que se seguiram, Constantino aproveitou assim o pretexto da prática da navegação para visitar Ana Maria várias vezes no seu país. Os dois jovens também se conheceram no casamento de Sofia da Grécia e Juan Carlos da Espanha, em 1962 · , então durante o centenário da dinastia helênica, em 1963. Foi então que o noivado foi anunciado publicamente.
O casamento dos dois jovens está agendado para setembro de 1964 e estão em curso conversações, entre Copenhague e Atenas, para definir o dote da noiva. A morte inesperada de Paulo I, porém, complica a organização do casamento, pois torna Constantino o novo rei dos helenos. A pedido da rainha viúva Frederica, no entanto, a cerimônia é mantida em 18 de setembro. Em 30 de agosto de 1964, dia de seu décimo oitavo aniversário, Ana Maria renunciou a seus direitos ao trono da Dinamarca e abraçou a fé ortodoxa antes de voar para Atenas. A união de Ana Maria e Constantino II dá origem a suntuosas festividades. Reúnem representantes da maior parte das monarquias e dão ensejo a um enorme espetáculo pirotécnico, a que assistiram nada menos que 100 mil pessoas, na Acrópole. A ostentação de pompa é também pretexto para inúmeras críticas, já que a situação da maioria dos gregos é tão miserável em comparação com as quantias gastas no evento.

### A apostasia de 1965 e suas consequências
Forte tensão se desenvolveu entre Constantino II e o primeiro-ministro Geórgios Papandréu quando o governo decidiu desmobilizar alguns oficiais, como o chefe de gabinete Ioannis Gennimatás, considerado muito próximo da extrema direita. A insatisfação do rei com o chefe de gabinete aumentou ainda mais em julho de 1965, quando Geórgios Papandréu pediu para assumir a chefia do Ministério da Defesa e exigiu a renúncia do ministro Pétros Garoufaliás. O monarca considera que os assuntos militares são uma prerrogativa da coroa. Ele também olha com desconfiança para o primeiro-ministro, já que o nome de seu filho, Andréas Papandréou, foi associado ao "escândalo ASPIDA", uma conspiração contra o Estado organizada por oficiais considerados pela direita como extremistas. centro-esquerda.

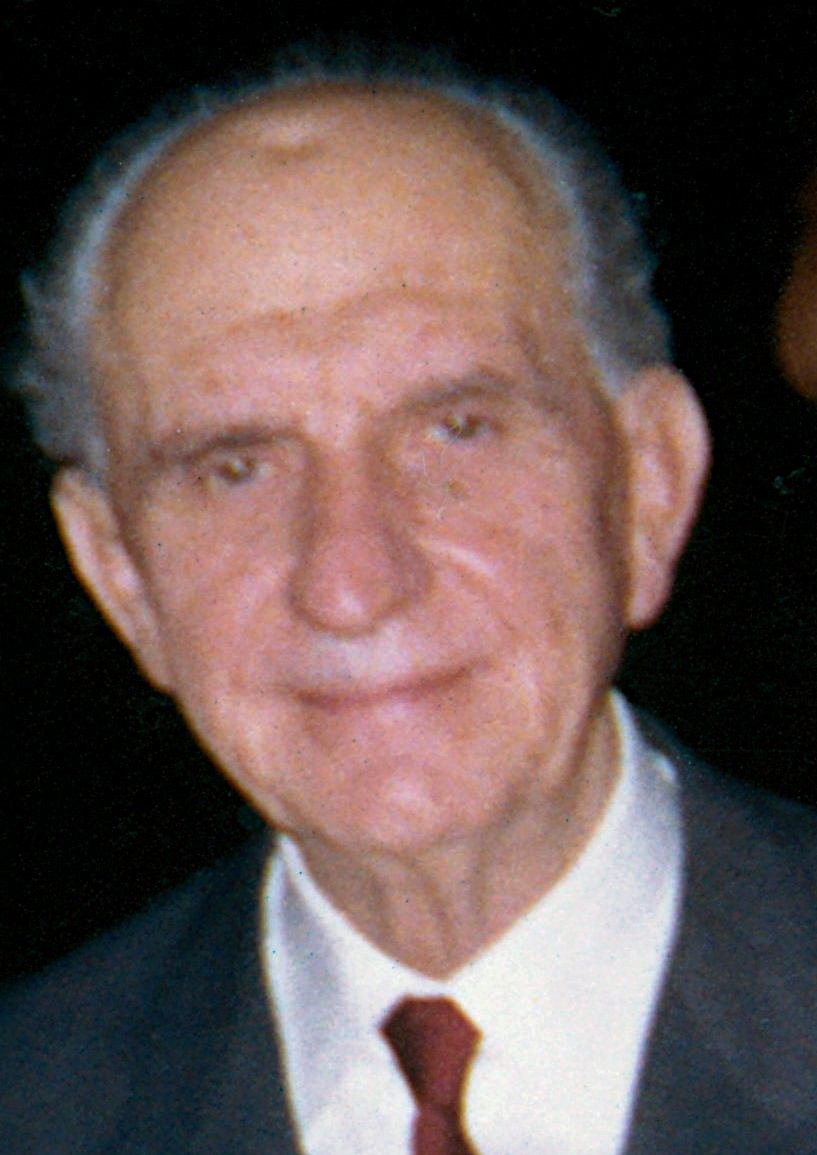
O Primeiro-Ministro Geórgios Papandréu (1968)

Após uma troca pública de cartas amargas, Geórgios Papandréu apresentou sua renúncia ao soberano em 15 de julho de 1965. Como a União do Centro detinha a maioria no Parlamento, o primeiro-ministro estava realmente convencido de que Constantino II não tinha outra escolha senão recusá-la, ou convocar novas eleições legislativas. No entanto, um cenário completamente diferente está surgindo. Aproveitando as divisões existentes no seio do partido maioritário (composto por centristas, radicais e conservadores), o monarca nomeou Geórgios Athanasiádis-Nóvas à frente de um novo gabinete, constituído por desertores do Sindicato de Centro, eles próprios apoiados pela União Nacional Radical. O soberano provocou assim uma grave crise política, conhecida como a “Apostasia de 1965” e considerada pelos partidários de Geórgios Papandreu como um verdadeiro putsch régio.
Enquanto as manifestações a favor de Geórgios Papandréu se multiplicam na Grécia, Geórgios Athanasiádis-Nóvas não consegue obter a confiança do Parlamento. O rei, no entanto, se recusa a retirar seu ex-primeiro-ministro e nomeia Ilías Tsirimókos como chefe do gabinete em 20 de agosto. No entanto, o novo governo também não conseguiu o apoio dos deputados e caiu algumas semanas depois, em 17 de setembro. O rei então apelou a Stéfanos Stefanópoulos, ex-amigo íntimo de Geórgios Papandréu, para formar um novo gabinete, que finalmente obteve a confiança dos parlamentares, antes de sucumbir por sua vez em 22 de dezembro de 1966.
Enquanto Geórgios Papandréu e seus partidários exibiam posições cada vez mais republicanas, Constantino II também teve que enfrentar as divisões que abalavam a família real. Em 10 de julho de 1965, a rainha Ana Maria deu à luz uma menina, chamada Alexia. De acordo com a Constituição de 1952, a criança foi então proclamada diadoque, ou seja, herdeira do trono, substituindo a princesa Irene. No entanto, essa decisão provocou a ira de um primo do monarca, o príncipe Pierre, que nunca aceitou seu rebaixamento na ordem de sucessão à coroa. Nestas condições, o príncipe apresenta-se opondo-se a Constantino II, cuja atitude para com Geórgios Papandreou condena publicamente.

## Um retorno gradual à Grécia

### Um pretendente muito ocupado
Ao longo de seus anos de exílio em Londres, Constantino II manteve atividades políticas de seu escritório no Claridge's Hotel. Todos os dias, encontrava-se ali com personalidades gregas e estrangeiras e respondia às muitas cartas que seus seguidores lhe enviavam Desde 1966, também preside a associação Round Square, que federa as escolas que continuam a seguir os preceitos educacionais de Kurt Hahn. O ex-soberano também atua no campo do esporte. Membro, então membro honorário, do Comitê Olímpico Internacional, participou da organização dos Jogos de Barcelona em 1992 com seu cunhado, o rei Juan Carlos I, e depois fez campanha para trazer os Jogos para Atenas. A partir de 1994, Constantino II também foi co-presidente honorário da Federação Internacional de Vela, com seu primo, o rei Harald V da Noruega.
Em 2003, Constantino II e Ana Maria fizeram uma viagem surpresa à Grécia, sem que isso levasse a uma nova crise com o governo. No ano seguinte, o ex-rei voltou ao seu país para os Jogos Olímpicos de Atenas. Alguns meses depois, em 24 de dezembro, o ex-monarca e sua família foram recebidos no palácio presidencial de Atenas (ou seja, o antigo palácio real), onde foram convidados pelo presidente Konstantinos Stephanopoulos. Apesar dessa aparente normalização, novas tensões surgiram em 2006 entre o Estado grego e a velha dinastia, quando Constantino II colocou à venda parte das coleções de sua família na Christie's. O governo considera, de facto, que os objetos colocados em leilão pertencem ao património nacional grego e que o ex-rei se apropriou deles de forma fraudulenta. No entanto, isso não impediu que a venda se concretizasse e trouxesse 14,2 milhões de euros para Constantino II.
Em 2009, o ex-monarca foi submetido a uma cirurgia cardíaca no Wellington Hospital, em Londres. Um ano depois, seu segundo filho, o príncipe Nicolau, casou-se com uma suíça-venezuelana chamada Tatiana Blatnik. Sinal de que as relações entre a antiga família real e a República se acalmaram, a cerimónia é celebrada na ilha de Spetses sem que as autoridades se ofendam. Nos anos seguintes às núpcias, a princesa Teodora tornou-se atriz nos Estados Unidos, enquanto o príncipe Filipe iniciou uma carreira em finanças em Nova York. Já a princesa Alexia, que se casou com o arquiteto Carlos Morales Quintana em 1999, mudou-se para a Espanha, onde cria os filhos. Por fim, o diadoque Paulo fixou residência em Londres, onde auxilia o pai.

### Instalação na Grécia
Em 2013, Constantin II e Anne-Marie decidiram voltar a viver definitivamente na Grécia, onde Nikólaos e sua esposa haviam se estabelecido alguns meses antes. Eles então venderam sua magnífica residência localizada em Hampstead e adquiriram outra em Porto Heli, realizando assim uma grande transação financeira. De fato, a crise económica que a Grécia atravessava na altura fez com que os preços dos imóveis lá caíssem, enquanto se encontravam em nível muito elevado na Grã-Bretanha. Em 2014, o ex-casal real celebrou as bodas de ouro em Atenas, na companhia de muitas personalidades da elite. Em 2022, Constantino II e Anne-Marie venderam sua residência em Porto Heli para se instalarem na capital grega, na Avenida Vasilíssis Sofías (em homenagem a Sophia da Prússia, esposa do rei Constantino I e avó de Constantino II), perto de prédios do governo e hospitais no sofisticado distrito de Kolonáki.

### Uma personalidade que permaneceu divisiva
De acordo com uma pesquisa publicada em 22 de abril de 2007 pelo jornal To Víma e realizada pela Kapa Research SA, apenas 11,6% dos gregos ainda apoiam, nesta data, a ideia de uma monarquia parlamentar. Assim, como indicou a jornalista belga Régine Salens no site monárquico Noblesse & Royauté, em 2015: “[…] os membros da família real [da Grécia] […] não gozam da popularidade que um príncipe Alexandre […] pode gozar atualmente na Sérvia ou reconhecimento de um status especial como Rei Miguel da Romênia e sua família. Preocupado [...] com o melhor para sua pátria, Constantino da Grécia permanece, no entanto, muito à margem, vivendo sua vida pacificamente e investindo-se apenas por meio de sua fundação Anna Maria [...], o que significa que [...] o sentimento monarquista é extremamente limitado.”
Apesar do apoio que demonstrou publicamente ao primeiro-ministro Aléxis Tsípras durante a crise da dívida pública o ex-soberano continuou a ser uma figura malvista pela esquerda. O jornal Efimerida ton Syntakton qualificou assim a publicação das memórias de Constantino II, em 2015, como uma "simples tentativa de branqueamento". Um ponto, em particular, continua a cristalizar a oposição ao ex-soberano: o da sua identidade e da sua hegemonia. Vindo da casa de Glücksbourg, que já reinou sobre os ducados de Schleswig, Holstein, Sonderbourg e Glücksbourg, Constantino II considera que realmente não tem nome. Recebeu também, para isso, o apoio do governo dinamarquês, que confirmou publicamente, em 1983, que os membros da família real da Dinamarca (à qual pertencem os príncipes da Grécia) não levam o nome de Glücksbourg, nem qualquer outro sobrenome. Isso não impede que os opositores do ex-soberano continuem a chamá-lo de “Mister Glücksbourg” (Γλύξμπουργκ em grego), para enfatizar sua origem estrangeira.

## Problemas de saúde e morte
Com o passar dos anos, a saúde do ex-soberano piorou e ele começou a sofrer de problemas de mobilidade. Vítima de um AVC em 2018, fez frequentes internações hospitalares a partir dessa data. Em junho de 2020, Constantino II comemora seu 80º aniversário em relativa privacidade, devido à pandemia de Covid-19. No entanto, ele foi a Saint-Moritz, no mês de dezembro seguinte, para assistir ao casamento civil de seu filho Filipe com a suíça Nina Flohr, antes de comparecer a Atenas em outubro de 2021, por ocasião do casamento religioso. Em janeiro de 2022, o ex-rei foi hospitalizado brevemente após contrair a Covid-19.
Em 6 de janeiro de 2023, o jornal grego I Kathimeriní anunciou que Constantino II estava internado na unidade de terapia intensiva após um acidente cardiovascular. Os cinco filhos do rei e suas irmãs, a rainha Sophie e a princesa Irene, viajaram no mesmo dia para estar ao lado de sua cama. Segundo a ERT, o ex-monarca estava há vários dias nos cuidados intensivos no hospital privado Hygeia em Atenas. O rei Constantino II morreu de um derrame em 10 de janeiro de 2023, aos 82 anos. Nas horas que se seguiram ao anúncio da sua morte, o governo grego opôs-se à organização de um funeral de Estado para o ex-soberano. A corte real da Dinamarca, nação da qual Constantino II era príncipe, teve a bandeira baixada a meio mastro sobre sua residência em Amalienborg em 11 de janeiro.
O funeral de Constantino II realiza-se a 16 de janeiro de 2023 na Catedral Metropolitana de Atenas, na presença de vários chefes coroados e personalidades da elite, entre os quais o Rei Felipe VI, a Rainha Letícia, o Rei Emérito Juan Carlos I e a Rainha Emérita Sofia de Espanha, Rei Carlos XVI Gustavo e Rainha Silvia da Suécia, Príncipe Alberto II de Mônaco, Rainha Margarida II, Príncipe Herdeiro Frederico e Princesa Benedita da Dinamarca, Grão-Duque Henrique de Luxemburgo, Rei Philippe e Rainha Matilde da Bélgica, Rei Guilherme-Alexandre, Rainha Máxima e princesa Beatriz dos Países Baixos, príncipe herdeiro Haakon da Noruega e princesa Ana do Reino Unido. Constantino II foi sepultado nos jardins do Palácio Tatoi, ao lado dos demais membros da dinastia helênica.

## Títulos e estilos
- 2 de junho de 1940 - 1 de abril de 1947: Sua Alteza Real o Príncipe Constantino da Grécia e da Dinamarca
- 1 de abril de 1947 - 6 de março de 1964: Sua Alteza Real o Príncipe Herdeiro da Grécia, Duque de Esparta
- 6 de março de 1964 - 1 de junho de 1973 Sua Majestade o rei dos Helenos
- utilizado fora da Grécia a partir de 1973: Sua Majestade o Rei Constantino II da Grécia, Príncipe da Dinamarca

Na Grécia, ficou conhecido como ο τέως βασιλιάς (ex-rei) ou com os termos pejorativos ο Τέως (o Ex) ou S Γκλύξμπουργκ (Glücksburg). Era conhecido como ο βασιλιάς (O rei) por monarquistas gregos. Ele também era conhecido como Κοκός, um diminutivo pejorativo de seu nome, que tem sido usada desde o tempo do seu reinado.

### Honras nacionais
- Ordem de São Jorge e Constatino, Cavaleiro da Grande Cruz com Colar
- Ordem do Redentor, Cavaleiro da Grande Cruz
- Ordem de Jorge I, Cavaleiro da Grande Cruz
- Ordem da Fenix, Cavaleiro da Grande Cruz
- Ordem da Beneficência, Cavaleiro da Grande Cruz

### Honras internacionais
- Noruega - Ordem de Santo Olavo (1962)
- Dinamarca - Ordem do Elefante (1962)
- Dinamarca - Ordem do Dannebrog (1962)
- Espanha - Ordem do Tosão de Ouro (1964)
- Luxemburgo - Ordem do Leão de Ouro da Casa de Nassau
- Dinastia Pahlavi - Aniversário 2500 da fundação do Império Persa (1971)

### Memórias do rei
- Γεώργιος Π. Μαλούχος (2015).  Εκδόσεις Το Βήμα, ed. Βασιλεύς Κωνσταντίνος (em grego). I, II e III. Athènes: [s.n.] 411 páginas. ISBN 978-960-503-693-5.

### Sobre Constantino II e seu reinado
- Dimitrakis, Panagiotis (2009).  Tauris Academic Studies, ed. Greece and the English. British Diplomacy and the Kings of Greece (em inglês). Londres: [s.n.] 212 páginas. ISBN 978-1-84511-821-1.
- Murtagh, Peter (1994).  Simon and Schuster, ed. The Rape of Greece. The King, the Colonels and the Resistance (em inglês). Londres: [s.n.] 212 páginas. ISBN 978-1-84511-821-1.
- Predefinição:Chapitre.
- Tantzos, Nicholas (1990).  Atlantic International Publications, ed. H.M. Konstantine XIII. King of the Hellenes (em inglês). [S.l.: s.n.] 264 páginas. ISBN 0-938311-12-3.

### Sobre Constantino II e os outros membros da família real
- Bertin, Celia (1982).  Perrin, ed. Marie Bonaparte. Paris: [s.n.] 433 páginas. ISBN 2-262-01602-X.
- Celada, Eva (2007).  Plaza & Janés, ed. Irene de Grecia. La princesa rebelde (em espanhol). [S.l.: s.n.] 274 páginas. ISBN 84-01-30545-4.
- Beéche, Arturo E.; Greece, Michael of; Hemis-Markesinis, Helen (2007).  Eurohistory, ed. The Royal Hellenic dynasty (em inglês). [S.l.: s.n.] 182 páginas. ISBN 0-9771961-5-1.
- Hourmouzios, Stelio (1972).  Weidenfeld & N, ed. No Ordinary Crown. A Biography of King Paul of the Hellenes (em inglês). [S.l.: s.n.] 375 páginas. ISBN 0-297-99408-5.
- Palmer, Alan; Greece, Michael of (1990).  Weidenfeld Nicolson Illustrated, ed. The Royal House of Greece (em inglês). [S.l.: s.n.] ISBN 0-297-83060-0.
- Mateos Sáinz de Medrano, Ricardo (2004).  La Esfera de los Libros, ed. La Familia de la Reina Sofía, La Dinastía griega, la Casa de Hannover y los reales primos de Europa (em espanhol). Madrid: [s.n.] 573 páginas. ISBN 84-9734-195-3.
- Stamatopoulos, Costas M. (2016).  Kapon Editions, ed. De La Royauté Hellénique. [S.l.: s.n.] ISBN 978-618-5209-03-2.
- Van der Kiste, John (1994).  Sutton Publishing, ed. Kings of the Hellenes. The Greek Kings, 1863-1974 (em inglês). [S.l.: s.n.] 200 páginas. ISBN 0-7509-2147-1.
- Vickers, Hugo (2000).  Hamish Hamilton, ed. Alice. Princess Andrew of Greece (em inglês). Londres: [s.n.] 477 páginas. ISBN 0-241-13686-5.

### História da Grécia
- Clogg, Richard (1992).  University Press, ed. A Concise History of Modern Greece (em inglês). Cambridge: [s.n.] 291 páginas. ISBN 978-0-521-00479-4.
- Predefinição:Chapitre.
- Woodhouse, C. M. (1998).  Faber and Faber, ed. Modern Greece. A Short History (em inglês). [S.l.: s.n.] ISBN 978-0-571-19794-1.